# فرکاری
فرکاری (به اسپانیایی: Forcarei) یک شهرستان در اسپانیا است که در پنتبدرا واقع شده‌است.

## خصوصیات
فرکاری ۱۶۷٫۷ کیلومترمربع مساحت و ۳٬۹۱۶ نفر جمعیت دارد.